# Coupe de France 2002/03
Der Wettbewerb um die Coupe de France in der Saison 2002/03 war die 86. Ausspielung des französischen Fußballpokals für Männermannschaften. In diesem Jahr meldeten 5.850 Vereine, darunter auch solche aus den überseeischen Besitzungen Frankreichs.
Titelverteidiger FC Lorient kam diesmal bis ins Viertelfinale. Gewinner der Trophäe wurde die Association de la Jeunesse Auxerroise – zum dritten Mal nach 1994 und 1996 bei ihrer vierten Finalteilnahme. Endspielgegner Paris Saint-Germain FC hingegen stand in seinem siebten Finale und verlor nach 1985 zum zweiten Mal ein solches; PSGs letzter Erfolg in der Coupe lag fünf Jahre zurück.
Von den unterklassigen Teilnehmern kamen diesmal vier unter die letzten acht Teams, nämlich der titelverteidigende Zweitligist FC Lorient sowie aus der semiprofessionellen dritten Division FC Martigues und FC Angoulême, dazu die Amateurelf des SC Schiltigheim aus dem CFA 2, der fünfthöchsten Spielklasse. Die Elsässer konnten auf ihrem Weg nacheinander einen Erst- und zwei Zweitligisten ausschalten, ehe sie – wie die anderen drei Außenseiter – im Viertelfinale unterlagen.
Nach den von den regionalen Untergliederungen des Landesverbands FFF organisierten Qualifikationsrunden griffen ab der Runde der letzten 64 Mannschaften auch die 20 Erstligisten in den Wettbewerb ein. Die Paarungen und das Heimrecht wurden für jede Runde frei ausgelost; allerdings durften diejenigen Vereine ihre Partie automatisch vor eigenem Publikum austragen, die gegen einen mindestens zwei Klassen höher spielenden Gegner antraten. Gelegentlich verzichteten jedoch insbesondere Amateurteams gegen Bezahlung auf dieses Recht oder wichen gegen einen attraktiven Gegner in eine größere Stadt aus, wie es beispielsweise der RC Agathois aus Agde gegen OSC Lille (in Sète ausgetragen), der FC Bourg-Péronnas gegen Auxerre (in Lyon) oder Schiltigheim (im Straßburger Stade de la Meinau, allerdings erst im Viertelfinale) taten. Bei unentschiedenem Spielstand nach Verlängerung kam es zu einem Elfmeterschießen.

## Zweiunddreißigstelfinale
Spiele zwischen 4. und 11. Januar 2003. Die Vereine der beiden, zu dieser Saison umbenannten professionellen Ligen sind mit L1 bzw. L2 bezeichnet, diejenigen der semiprofessionellen dritten Division mit D3; die landesweiten Amateurspielklassen firmieren als CFA und CFA2, die regionalen Amateurligen als DH, DHR bzw. LD („Division d’Honneur“, „Division d’Honneur Régionale“ bzw. „Ligue de District“, die sechst-, siebt- und neunthöchste Spielklasse).
| - CSO Amnéville CFA2 – US Raon CFA 2:1 - Stade Reims L2 – FC Nantes L1 0:2 - ES Wasquehal L2 – AS Monaco L1 3:2 n. V. - Olympique Marseille L1 – SC Bastia L1 2:0 - Stade Quimper DH – OSC Lille L1 0:3 - US Forbach CFA2 – RC Lens L1 2:3 - FC La Vitréenne CFA2 – FCO Dijon D3 1:2 - US Changé CFA2 – AS Beauvais L2 0:4 - AS Vitré CFA – AC Ajaccio L1 1:3 - FC Valenciennes D3 – Le Havre AC L1 2:3 - FC Sète D3 – Stade Rennes L1 1:4 - UMS Montélimar CFA2 – FC Lorient L2 0:3 - SM Caen L2 – AJ Auxerre L1 1:2 - Grenoble Foot L2 – FC Sochaux L1 2:1 - FC Toulouse L2 – ES Viry-Châtillon D3 3:1 - AS Nancy L2 – Chamois Niort L2 1:0 n. V. | - RC Besançon D3 – Paris Saint-Germain L1 0:1 n. V. - AS Villeurbanne Algériens LD – RC Agathois Agde CFA 0:3 - AC Seyssinet-Pariset DH – Olympique Nîmes D3 1:0 - FC Bourg-Péronnas CFA – RC Strasbourg L2 1:0 - US Jeanne d’Arc Carquefou CFA2 – UC Le Mans L2 1:4 n. V. - US Quevilly CFA – ES La Rochelle CFA2 6:1 - SC Amiens L2 – HSC Montpellier L1 5:3 n. V. - FC Libourne-Saint-Seurin CFA – Olympique Lyon L1 1:0 - SC Schiltigheim CFA2 – ES Troyes AC L1 3:1 - FC Martigues D3 – CS Sedan L1 0:0 n. V. (3:1 i. E.) - FC Tours CFA – FC Angoulême D3 0:0 n. V. (2:4 i. E.) - JA Armentières CFA2 – Girondins Bordeaux L1 0:3 - ES Vitrolles CFA2 – Stade Laval L2 1:1 n. V. (3:5 i. E.) - Les Genêts d’Anglet DH – EA Guingamp L1 0:1 - US Maubeuge DH – ES Lambres-lès-Douai DHR 1:2 - OGC Nizza L2 – FC Metz L2 0:0 n. V. (2:4 i. E.) |

## Sechzehntelfinale
Spiele am 25. Januar 2003
| - CSO Amnéville CFA2 – AJ Auxerre L1 0:3 - US Quevilly CFA – ES Wasquehal L2 1:2 - Stade Rennes L1 – AC Ajaccio L1 3:0 - FC Lorient L2 – FC Nantes L1 1:0 - FC Martigues D3 – SC Amiens L2 1:0 - FC Toulouse L2 – RC Lens L1 1:0 - Stade Laval L2 – Le Havre AC L1 2:1 - AS Nancy L2 – FC Metz L2 0:1 | - AC Seyssinet-Pariset DH – EA Guingamp L1 1:5 - FCO Dijon D3 – FC Bourg-Péronnas CFA 0:1 - FC Libourne-Saint-Seurin CFA – UC Le Mans L2 2:2 n. V. (12:11 i. E.) - SC Schiltigheim CFA2 – AS Beauvais L2 1:0 - Paris Saint-Germain L1 – Olympique Marseille L1 2:1 n. V. - RC Agathois Agde CFA – OSC Lille L1 0:2 n. V. - Girondins Bordeaux L1 – Grenoble Foot L2 2:0 - ES Lambres-lès-Douai DHR – FC Angoulême D3 1:2 |

## Achtelfinale
Spiele am 15./16. Februar 2003
| - FC Lorient L2 – OSC Lille L1 1:0 - FC Martigues D3 – FC Metz L2 2:1 - Stade Laval L2 – Paris Saint-Germain L1 0:1 - FC Bourg-Péronnas CFA – AJ Auxerre L1 1:3 | - FC Libourne-Saint-Seurin CFA – Stade Rennes L1 0:3 - SC Schiltigheim CFA2 – FC Toulouse L2 3:0 - Girondins Bordeaux L1 – ES Wasquehal L2 4:1 - FC Angoulême D3 – EA Guingamp L1 0:0 n. V. (3:2 i. E.) |

## Viertelfinale
Spiele am 15./16. März 2003
| - SC Schiltigheim CFA2 – Stade Rennes L1 1:2 - Girondins Bordeaux L1 – FC Lorient L2 2:0 | - FC Martigues D3 – Paris Saint-Germain L1 0:1 - FC Angoulême D3 – AJ Auxerre L1 0:0 n. V. (2:4 i. E.) |

## Halbfinale
Spiele am 26. bzw. 27. April 2003
| - Paris Saint-Germain L1 – Girondins Bordeaux L1 2:0 | - AJ Auxerre L1 – Stade Rennes L1 2:1 |

## Finale
Spiel am 31. Mai 2003 im Stade de France von Saint-Denis vor 78.000 Zuschauern
- AJ Auxerre – Paris Saint-Germain 2:1 (0:1)

### Mannschaftsaufstellungen
AJ Auxerre: Fabien Cool – Johan Radet, Philippe Mexès, Jean-Alain Boumsong, Jean-Joël Perrier-Doumbé – Yann Lachuer , Lionel Mathis, Amdy Faye (Benjamin Mwaruwari, 71.), Khalilou Fadiga (Kanga Akalé, 46.) – Djibril Cissé, Olivier Kapo
Trainer: Guy Roux
Paris SG: Jérôme Alonzo – Cristóbal Parralo Aguilera, Mauricio Pochettino , Gabriel Heinze, Lionel Potillon (Aloísio José da Silva, 90.) – Frédéric Déhu, Fabrice Fiorèse (Paulo César, 75.), Jérôme Leroy, Miguel Hugo Leal, Stéphane Pédron (Francis Llacer, 84.) – Ronaldinho
Trainer: Luis Fernández
Schiedsrichter: Bertrand Layec (Vannes)

### Tore
0:1 Leal (21.)

1:1 Cissé (76.)

2:1 Boumsong (89.)

### Besondere Vorkommnisse
Vor ausverkauftem Haus dominierte Paris das Endspiel bis zum Platzverweis des Torschützen Leal in der 66. Spielminute; kurz darauf wechselte Auxerres Trainer Roux einen dritten Stürmer ein, und in der letzten Viertelstunde vermochten die Burgunder das Spiel noch zu drehen. Bei Auxerre stand kein einziger Spieler der Siegermannschaft von 1996 mehr auf dem Rasen des Stade de France, lediglich Guy Roux feierte seinen sogar bereits dritten Pokalgewinn.